# Lucius Roscius Aelianus Paculus (Konsul 187)

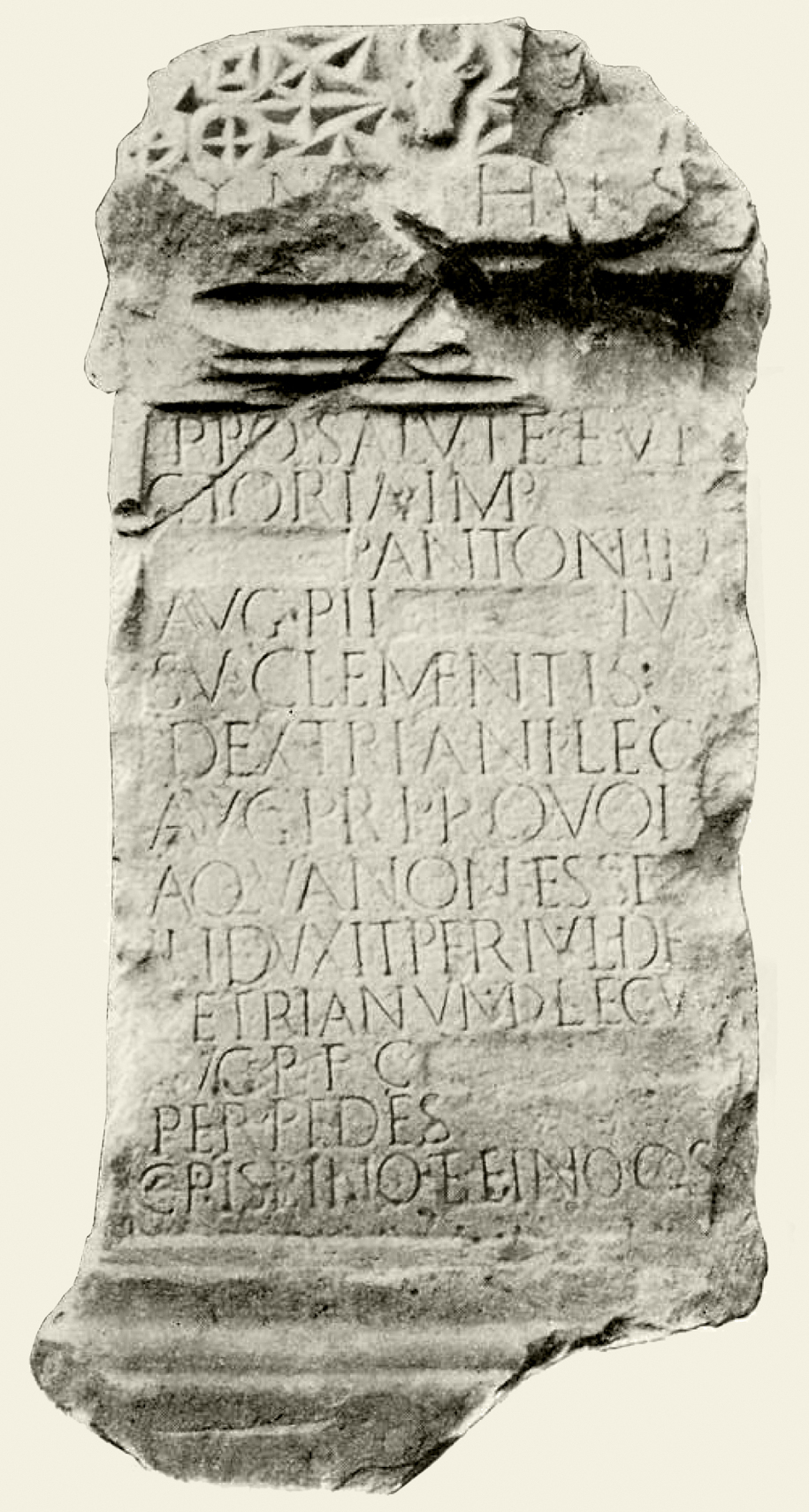
Die Inschrift

Lucius Roscius Aelianus Paculus war ein römischer Politiker und Senator des 2. Jahrhunderts.
Paculus entstammte einer patrizischen Familie, die vielleicht aus Lusitanien kam. Seine Familie hatte sicherlich Beziehungen mit Norditalien. Paculus war der Sohn des Lucius Roscius Aelianus, der 157 Suffektkonsul gewesen war. Mit seiner Ehefrau Vibia Salvia Varia hatte er den Sohn Lucius Roscius Aelianus Paculus Salvius Iulianus, der im Jahr 223 das Konsulat bekleidete, und die Tochter Pacula. Im Jahr 170 war Paculus salius Palatinus und im Jahr 187 gemeinsam mit Lucius Bruttius Quintius Crispinus ordentlicher Konsul.